# یواس‌اس اریسکانی (سی‌وی-۳۴)
یواس‌اس اریسکانی (سی‌وی-۳۴) (به انگلیسی: USS Oriskany (CV-34)) یک کشتی بود که طول آن As built: بود. این کشتی در سال ۱۹۴۵ ساخته شد.